# 矮锦鸡儿
矮锦鸡儿（学名：Caragana pygmaea）是一种豆科植物。这种植物在中国分布于内蒙古；此外，蒙古、西伯利亚、阿尔泰地区也有。